# 香港電影金像獎
香港電影金像獎（英語：Hong Kong Film Awards）是由香港電影金像獎協會舉辦的電影獎項頒獎典禮，創辦於1982年，為香港電影界年度盛事，亦為華人電影界重要獎項之一，為全世界華人電影頒獎項目中其中一項極高殊榮，頒獎典禮直播覆蓋兩岸和全球各大洲。香港電影金像獎一直見證香港和華人電影的發展歷程，蓋香港是全球華人社會中受到矚目的電影天堂，更築起僅次於美國、全球第二大的電影生產基地，被稱為「東方好萊塢」，秉承「有華人的地方就有『港產片』」的信念，作為香港文化代表風靡全球。香港電影金像獎多年來受到本地及海外媒體之廣泛關注，是華人電影界的一大指標。

## 歷史與發展
香港电影金像奖创立于1982年，当年正值香港电影新浪潮发展之时，金像奖的设立鼓勵了电影人的创作香港电影。其后在1980年代，香港电影界开始成立各种专业协会，如香港演艺人协会、香港导演协会、香港编剧协会等，香港电影金像奖的评审委员会也开始纳入多个电影团队，评选机制也参考多个专业团队的意见和评分，直到今天金像奖的评审委员会已经有超过20个。
从创办之初，金像奖已立足于香港本土，1980年代开始，由于香港電影產業发展蓬勃，吸引了兩岸三地的電影業界人士，每年的香港電影金像獎都會邀請中國大陸金雞獎及百花獎組委、中國大陸的中國導演會、台灣電影金馬獎組委等大中華電影工作者出席。
香港电影金像獎見證香港電影的發展興衰，表揚對香港電影和两岸三地华语电影有傑出貢獻的電影從業人員。从设立初期至今，主要獎項包括最佳男女主角、最佳男女配角、最佳電影、最佳導演、最佳編劇、最佳新演員等等。

### 第1屆至第5屆（1982年至1986年）
金像獎創辦於1982年，初期由香港《電影雙周刊》施求一及陳柏生推動及主辦，每年舉行一次。其後，主辦單位陆续加入香港电台、《星岛日报》等，成立联合主办单位。最初几乎每届都要面临财政的压力，後來获得电影业和公众的认同。由于当时正值香港电影新浪潮的开始，金像奖对香港电影新浪潮有推动作用。

### 第6屆至第8屆（1987年至1989年）
香港电影金像奖逐渐获得香港和国际电影人的關注。第6届香港电影金像奖开始，金像奖进入了成熟期，不单止邀请到两岸三地有分量的电影人参与，得奖人也尽量出席，加上当年香港电影业进入黄金时期，当年的金像奖形成固定的颁奖流程和大会制度。
及后主办单位認為金像奖应由专业的電影組織參與籌辦，于是从第八屆香港电影金像奖开始成立了常設的籌委會，香港影業協會於同年加入，並與香港無綫電視簽定了3年的直播合約，自此頒獎典逐漸成為香港電影界的年度事件。

### 第9屆至第13屆（1990年至1994年）
在香港电影金像奖成立初期，香港尚未有电影专业团体。随着香港电影产业的發展，香港电影导演会、香港电影武师工会、香港电影编剧家协会、香港摄影师学会等二十多个电影协会纷纷成立，并先后参与统筹金像奖，成为主办单位之一，香港电影金像奖成为一个电影人全面主导和参与的电影奖项。由幕前主持到表演项目，體現了香港电影界合作和創意的精神。时至今天，香港电影金像奖已具有二十多个电影团队组成的评审团。
1993年12月，香港電影金像獎協會組成「有限公司」，財政獨立，自負盈虧，並由1994年第13屆香港電影金像獎起主辦金像獎頒獎典禮。

### 第14屆至18屆（1995年至1999年）
开始加入电影团体的投票，虽然在起初的几年，电影人和电影团体的评审方法都略有不同，但整体方向都是电影人士向他们的项目所投的票都有更强的比重。
為了保持金像獎的公信力與獨立性，香港電影金像獎協會一直拒絕接受商業贊助典禮，而收入來源主要為電視直播的版權收入。

### 第19屆至第24屆（2000年至2005年）
90年代末到21世纪初，香港电影业因为各种原因陷入低谷，电影人将金像奖打造成在庄重中显出娱乐趣味，鼓勵电影人重振旗鼓。由第21届香港电影金像奖开始，更加設立「最佳亞洲電影」獎項。

### 第25屆至第30屆（2006年至2011年）
随着中國大陆市场的进一步开放，香港电影复苏，电影人以新的创作模式跃入新的华语电影市场，来自两岸三地的电影资源不断融合，缔造出华语电影和金像奖新的发展篇章。
2008年，香港數碼地面電視廣播啟播後，金像獎首次以高清作轉播這屆頒獎禮。

### 第31屆至今（2012年至今）
2012年第三十一屆香港電影金像獎特意以「電影新世代」為主題，向大眾推薦香港電影界的新生力量。2015年第三十四屆電影金像獎則以「電影狂想曲」為主題，講述香港電影界的創意精神。
2019年第三十八屆電影金像獎為「Keep Rolling」，意味着香港電影工作者繼續對電影創作的熱誠，為觀眾展現香港電影工業的可能性。
2020年第三十九屆電影金像獎受2019冠狀病毒病香港疫情影響，取消實體舞台形式頒獎禮，為香港電影金像獎歷史上首次。得獎結果透過串流直播形式公布，為時約20分鐘，由金像獎協會主席爾冬陞主持。由於該年亦受疫情影響，戲院大部份時間未能正常營業，並令原定上映電影大幅度延期，故此香港電影金像獎董事局在2020年9月28日決議，把原定2021年舉行的第40屆電影金像獎頒獎典禮順延至2022年舉行，並包含2020年及2021年符合金像獎入圍資格的電影。此為首次把兩個年度的上映電影合併於同一屆頒獎典禮頒獎。

## 頒獎典禮

### 举办场地
頭十屆的香港电影金像奖受限于资金不充裕、以及还没有固定组委会等条件，并没有固定的举办场地。首届香港电影金像奖是由香港《電影雙周刊》施求一、陳柏生及《星岛日报》主办，香港电台协办，由于经费有限，只能在小型的香港艺术中心寿臣剧院举办。其后几届同样面对经费问题，分别在香港浸會大學大學會堂、九龙丽晶酒店、富丽华酒店、香港演艺学院歌剧院、香港会议展览中心会议厅举办。
从第10届香港电影金像奖开始，金像奖協會與当年的香港市政局達成合作協議以香港文化中心大劇院作為優先的固定舉辦場地，大会移师到香港文化中心大剧院，从此香港文化中心几乎成为香港电影金像奖的指定举办场地。
2000年以后，香港电影金像奖也曾在红磡体育馆举行，到了2007年起，香港电影金像奖一直都在香港文化中心大劇院举行。
2022年，第40屆香港電影金像獎移師到九龍灣國際展貿中心匯星舉行。其後自2023年起返回香港文化中心大劇院舉行。

### 奖座

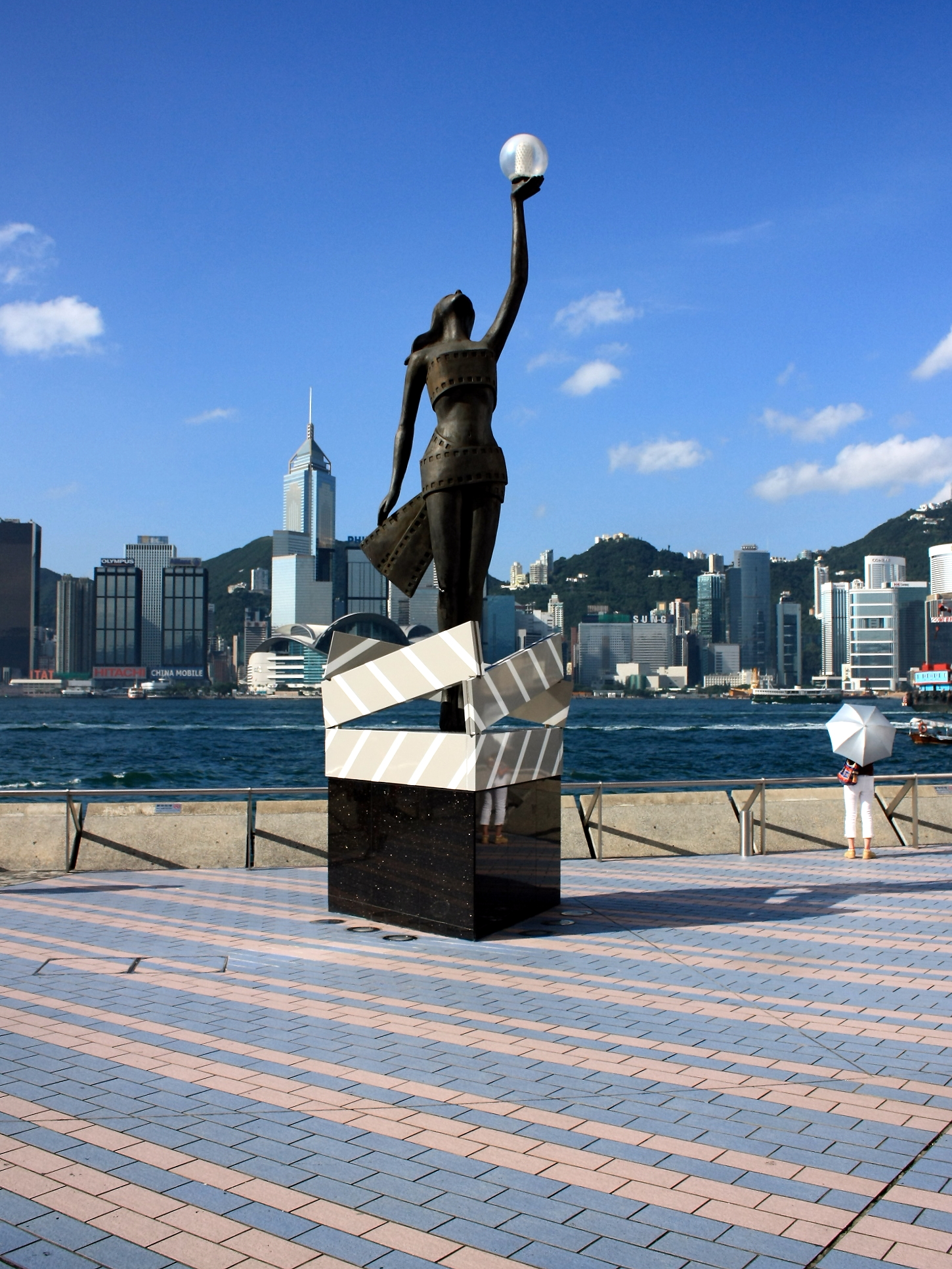
香港星光大道的香港電影金像獎巨型銅像

早期的金像獎並沒有固定的獎座設計，1991年前，香港电影金像奖的奖座每年均不一样。第一届颁奖礼的奖座是張開手的Y形人形獎座；第二届颁奖礼的奖座是一個高舉一盒電影底片的男性；第三届颁奖礼的奖座則是一個藍色水晶方塊連同黑色獎座。從第四届至第九屆，奖座改为一個表面凹凸不平、一個人以高速向前奔跑的銅雕刻品獎座。
从1991年第10届香港电影金像奖起，大会开始采用臺灣知名藝術雕塑家暨香港藝術家聯盟會員梁銓所設計打造的金像女神像奖座，以用電影底片作為衣裳的女神高舉鍍銀明珠的造型作為設計，并沿用至今。獎座以銅鑄造、高43.8cm、重五磅半。 金像女神像獎座共分金色及銅色兩種顏色，其中只有專業精神獎及終身成就獎兩個非常設獎項的得主可獲頒金色金像女神像獎座，其餘各獎項得主均獲頒銅色金像女神像獎座。
坊間一直盛傳女神像的造型是以1979年香港小姐冠军及香港藝術家聯盟會員郑文雅的身型为蓝本，然而鄭文雅於2023年4月接受《明報周刊》專訪時澄清此並非事實。事緣梁銓、謝宏中、施養德、黃霑、鄭文雅等人組織香港藝術家聯盟後，金像獎大會邀請聯盟負責設計獎座事宜，由施養德繪製草稿，先繪畫兩條線，然後以某電影劇照作參考，用菲林圍着女神像以避免裸體設計，再由梁銓設計及打造獎座。鄭文雅強調，女神像的比例並非其個人身形比例，因四肢均拉長了，不是真實人體的比例。

### 主題音樂及主題曲
早期的香港電影金像獎並沒有固定的主題音樂和背景音樂，現場也沒有配備樂隊。從1987年開始，香港電影金像獎才開始配有現場大樂隊，及至今天，每年香港電影金像獎現場都配有交響樂團，現場演奏。
從1980年代末起，香港電影金像獎開始加入各式背景音樂。由亞洲電視取得轉播權的1994年第13屆香港電影金像獎，主辦方特別邀請多位電影界人士創作和合唱了主題曲《璀璨星光》，由林敏怡作曲、鄭國江填詞，成龍、劉德華等眾星領唱。
及後從1996年第15屆頒獎典禮開始，香港電影金像獎正式有固定的主題音樂旋律，該主題音樂由香港著名作曲家、電影配樂家、歌手盧冠廷創作。 該主題音樂只有音樂旋律，主要在紅地氈嘉賓進場時，以及在頒獎典禮期間作背景襯底音樂播出。另外，於2006年第25屆頒獎典禮上，每當得獎者上臺領獎時，現場樂隊將會演奏得獎者所代表的電影主題音樂。盧冠廷曾表示，金像獎協會早期經常面對財政壓力，故此當他收到大會邀請創作主題音樂後，並沒有收取報酬便為其義務創作。直至2010年代，盧冠廷方收到金像獎協會通知，獲得該主題音樂的版權稅。
1998年第17屆香港電影金像獎，大會邀請了香港女歌手陳慧嫻主唱主題曲《因你才有這一天》，該曲由雷頌德作曲、編曲及監製，並由周禮茂填詞。
2022年第40屆香港電影金像獎，大會邀請了香港男子組合MIRROR主唱主題曲《金人》，該曲取樣自2000年由陳小春主唱的《友情歲月》。《金人》由陳光榮作曲、Gareth.T重新編曲、梁栢堅填詞（劉卓輝填寫饒舌歌詞），並由戴偉、Gareth.T及陳易行共同監製。

### 紅地氈
早年的香港电影金像奖并未设有进场仪式，只举行类似酒会宴会来招待贵宾，或在颁奖礼后举行庆功宴慰劳众星。
从第10届香港电影金像奖开始，香港电影金像奖移师到香港文化中心举办，由于场地較以往宽阔，于是组委会仿照奥斯卡金像奖设立正规的紅地氈通道，让嘉宾进场时能一展功架，自始香港电影金像奖成为首个设立红地氈进场方式的华语颁奖典礼，红地氈通道也俗称“星光大道”。2003年，香港爆发非典型肺炎疫情，為了表揚醫護人員，紅地氈改为蓝色大道。从1995年开始，香港电影金像奖的紅地氈设有记者提问环节。1990年代末，紅地氈的明星进场盛況更可以透过各大香港和两岸电视媒体、网络媒体向全球直播。
为表扬尊重大会悉心打扮的电影界红星，大會从2009年至2019年及2025年金像獎增设一个“典禮最佳衣着獎”（分设男女明星），颁发给頒獎典禮当晚在紅地氈最耀目的男女明星各一名。
| 屆別 | 年份   | 男演員 | 女演員     | 評審                               |
| ---- | ------ | ------ | ---------- | ---------------------------------- |
| 28   | 2009年 | 任達華 | 夏文汐     | 马伟明（香港時裝設計師協會副主席） |
| 29   | 2010年 | 謝霆鋒 | 何韻詩     | 鄭兆良（時裝設計師）               |
| 30   | 2011年 | 吳彥祖 | 文詠珊     | 黃偉文（填詞人、潮流達人）         |
| 31   | 2012年 | 劉青雲 | 舒淇       | 何志恩（時裝設計師）               |
| 32   | 2013年 | 劉青雲 | 鄭秀文     | 馬詩慧（模特兒）                   |
| 33   | 2014年 | 張家輝 | Angelababy | 何國鉦（時裝設計師）               |
| 34   | 2015年 | 梁朝偉 | 吴君如     | 樂基兒（模特兒）                   |
| 35   | 2016年 | 張學友 | 林嘉欣     | 周汶錡（模特兒）                   |
| 36   | 2017年 | 余文樂 | 金燕玲     | 任達華（演員）、琦琦（模特兒）     |
| 37   | 2018年 | 姜皓文 | 鄧麗欣     | 何國鉦（時裝設計師）               |
| 38   | 2019年 | 黃秋生 | 蔡卓妍     |                                    |
| 43   | 2025年 | 盧鎮業 | 陳法拉     | 王丹妮（模特兒、演員）             |

## 參選及評審

### 參選資格
香港電影金像獎主要以香港電影為評選重心，凡在香港作首輪公開放映的「香港電影」，均可自動參選，但必須符合以下所有條件：
- 於本年一月一日至十二月三十一日期間上映
- 必須是公開售票，以及在一星期內於五十個座位以上的影院放映不少于五場
- 影片長度必須是六十分鐘或以上
- 以35毫米菲林放映或數碼放映

參選資格中所指的「香港電影」，必須符合下列三項中的兩個條件：  
- 導演須是持有香港永久性居民身份證的香港居民
- 出品公司須有一間爲香港合法注冊公司
- 影片最少有六個工作項目的工作人員爲香港居民，以十六個獎項計算：監製、編劇、男主角、女主角、男配角、女配角、新演員、攝影、 動作設計、美術指導、服裝、造型、剪接、原創電影音樂、原創電影歌曲、音響效果及視覺效果。 每個工作項目只計算一位香港工作人員；若「原創電影歌曲」的作曲、填詞及主唱多于一位爲香港工作人員，亦只會計算其中一位。

從2002年的第21屆香港電影金像獎開始，大會增設“最佳亞洲電影”獎項，表彰過去一年曾於香港上映的傑出亞洲電影，後來因亞洲電影大獎成立，改爲“最佳兩岸華語電影”、“最佳亞洲華語電影”，表彰過去一年曾於香港上映的傑出華語電影。
2023年第41屆香港電影金像獎，因導演張婉婷拍攝手法而受到爭議的紀錄片《給十九歲的我》獲得當屆金像獎「最佳電影」、「最佳導演」及「最佳剪接」三項提名，製片商英華女學校在提名公佈後隨即宣佈退出香港電影金像獎「最佳電影」遴選。 其後香港電影金像獎協會回覆傳媒查詢指金像奬並無退選機制，任何符合參選資格的香港電影均自動參與遴選，董事局不會褫奪任何已獲得提名的資格。

### 評選規則
作為香港電影行業的工業獎，香港電影金像獎採用同行評議機制，截至目前，評選程序共分兩輪：
- 第一輪：由曾參與香港電影工作的電影從業員、現職影評人、電影文化或教育工作者等組成的「香港電影金像獎選民」，以及大會邀請的電影業內人士和專業媒體工作者組成的「第一輪專業評審團」（目前為120人）投票選出除新晉導演外所有常設獎項的提名名單，票份各佔第一輪總積分的50%。新晉導演則由香港電影導演會會員以及影評人、電影文化或教育工作者界別的「香港電影金像獎選民」以一人一票方式選出，在各獎項中得票最高的首五名（可因得票情況變為四或六名、“最佳亞洲華語電影”為首三名）可獲得當屆金像獎提名，進入第二輪評選。

| 獎項                     | 金像獎選民票份                                                                         | 專業評審團票份                                                                         |
| ------------------------ | -------------------------------------------------------------------------------------- | -------------------------------------------------------------------------------------- |
| 除新晉導演外所有常設獎項 | 50%                                                                                    | 50%                                                                                    |
| 新晉導演                 | 香港電影導演會會員、「香港電影金像獎選民」（影評人、電影文化或教育工作者界別）一人一票 | 香港電影導演會會員、「香港電影金像獎選民」（影評人、電影文化或教育工作者界別）一人一票 |

- 第二輪：由金像獎各屬會會員、其他電影協會會員（第42屆起加入，包括香港電影副導演會、香港電影視覺特效協會、香港影視聲畫製作協會等），以及大會邀請的電影業內人士和專業媒體工作者組成的「第二輪專業評審團」（目前為80人）投票選出得獎者。其中「第二輪專業評審團」佔第二輪投票積分55%，金像獎各屬會會員可於第二輪中投選其專業獎項（佔積分25%）及其他獎項（佔積分20%），每個獎項得分最高的為得獎者，若在同一獎項中有兩名候選者同時得最高分數，則並列得獎；若超過兩名候選者同時獲得最高分數，則會由「第二輪專業評審團」再投票選出得獎者。

| 獎項                                                       | 專業票份投選單位（合佔25%）                 | 其餘屬會及電影協會會員票份                  | 專業評審團票份 |
| ---------------------------------------------------------- | ------------------------------------------- | ------------------------------------------- | -------------- |
| 最佳導演、新晉導演、最佳視覺效果                           | 香港電影導演會                              | 20%                                         | 55%            |
| 最佳編劇                                                   | 香港電影編劇家協會                          | 20%                                         | 55%            |
| 最佳男主角、最佳女主角、最佳男配角、最佳女配角、最佳新演員 | 香港演藝人協會                              | 20%                                         | 55%            |
| 最佳攝影、最佳視覺效果                                     | 香港專業電影攝影師學會                      | 20%                                         | 55%            |
| 最佳動作設計                                               | 香港動作特技演員公會                        | 20%                                         | 55%            |
| 最佳美術指導、最佳服裝造型設計、最佳視覺效果               | 香港電影美術學會                            | 20%                                         | 55%            |
| 最佳剪接、最佳視覺效果                                     | 香港電影剪輯協會                            | 20%                                         | 55%            |
| 最佳原創電影音樂、最佳原創電影歌曲                         | 香港電影作曲家協會                          | 20%                                         | 55%            |
| 最佳視覺效果、最佳音響效果                                 | 香港電影後期專業人員協會                    | 20%                                         | 55%            |
| 最佳視覺效果、最佳音響效果                                 | #香港影視聲畫製作協會                       | 20%                                         | 55%            |
| 最佳視覺效果                                               | #香港電影視覺特效協會                       | 20%                                         | 55%            |
| 最佳電影、最佳亞洲華語電影                                 | 屬會會員及其他電影協會會員一人一票，合佔45% | 屬會會員及其他電影協會會員一人一票，合佔45% | 55%            |

#：表示大會特邀的電影協會，非金像獎屬會

### 獎項
| 類別             | 獎項                                           | 備註 |
| ---------------- | ---------------------------------------------- | --- |
| 常設獎項：影片類 | 最佳電影（第一屆起）                           | 1982年設置“最受影評人推薦電影” 1983年更名為“最佳影片” 1986年更名為“最佳電影”                                                                                                |
| 常設獎項：影片類 | 最佳亞洲華語電影（第三十九屆起）               | 2002年設置“最佳亞洲電影” 2012年更名為“最佳兩岸華語電影” 2020年更名為“最佳亞洲華語電影”                                                                                      |
| 常設獎項：個人類 | 最佳導演（第一屆起）                           | 1982年設置 |
| 常設獎項：個人類 | 最佳編劇（第一屆起）                           | 1982年設置 |
| 常設獎項：個人類 | 最佳男主角（第一屆起）                         | 1982年設置“最受影評人推薦男演員” 1983年更名為“最佳男演員” 1986年更名為“最佳男主角”                                                                                          |
| 常設獎項：個人類 | 最佳女主角（第一屆起）                         | 1982年設置“最受影評人推薦女演員” 1983年更名為“最佳女演員” 1986年更名為“最佳女主角”                                                                                          |
| 常設獎項：個人類 | 最佳男配角（第四屆起）                         | 1985年設置 |
| 常設獎項：個人類 | 最佳女配角（第四屆起）                         | 1985年設置 |
| 常設獎項：個人類 | 最佳新演員（第二屆起）                         | 1983年設置 “最有前途新人” 1984年更名為“最佳新人” 1990年更名為“最佳新演員”                                                                                                   |
| 常設獎項：個人類 | 最佳攝影（第二屆起）                           | 1983年設置 |
| 常設獎項：個人類 | 最佳剪接（第二屆起）                           | 1983年設置 |
| 常設獎項：個人類 | 最佳美術指導（第二屆起）                       | 1983年設置 |
| 常設獎項：個人類 | 最佳服裝造型設計（第十二屆起）                 | 1993年設置 |
| 常設獎項：個人類 | 最佳動作設計（第二屆起）                       | 1983年設置“最佳武術指導” 1984年更名為“最佳武術動作指導” 1988年更名為“最佳動作指導” 1989年再次更名為“最佳武術指導” 1991年再次更名為“最佳動作指導” 1995年更名為“最佳動作設計” |
| 常設獎項：個人類 | 最佳原創電影音樂（第二屆起）                   | 1983年設置“最佳音樂” 1990年更名為“最佳電影音樂” 1991年更名為“最佳電影配樂” 1996年更名為“最佳原創電影音樂” 1997年更名為“最佳原創音樂” 2001年再次更名為“最佳原創電影音樂”     |
| 常設獎項：個人類 | 最佳原創電影歌曲（第二屆起）                   | 1983年設置“最佳主題曲” 1984年更名為“最佳電影歌曲” 1985年更名為“最佳歌曲” 1986年再次更名為“最佳電影歌曲” 1996年更名為“最佳原創電影歌曲”                                      |
| 常設獎項：個人類 | 最佳音響效果（第十七屆起）                     | 1998年設置 |
| 常設獎項：個人類 | 最佳視覺效果（第二十一屆起）                   | 2002年設置 |
| 常設獎項：個人類 | 新晉導演（第二十三屆起）                       | 2002年設置“傑出青年導演” 2004年更名為“新晉導演” |
| 非常設獎項       | 終身成就獎（第二屆起）                         | 1983年設置“最高榮譽” 1995年更名為“終身成就獎” |
| 非常設獎項       | 專業精神獎（第九屆起）                         | 1990年設置“紀念銀碟” 1991年更名為“專業貢獻獎” 1992年更名為“專業精神獎” |
| 特別獎項         | 評選團大獎（第五屆）                           | |
| 特別獎項         | 評判團特別獎（第七屆）                         | |
| 特別獎項         | 特別紀念獎（第十二屆）                         | |
| 特別獎項         | 最高致意獎／致敬（第十三屆）                   | |
| 特別獎項         | 戲曲電影百年殿堂大獎（第十四屆）               | |
| 特別獎項         | 演藝光輝永恆大獎（第二十三屆）                 | |
| 特別獎項         | 中國電影世界光輝之星（第二十四屆）             | |
| 特別獎項         | 世紀影壇成就大獎（第二十六屆）                 | |
| 已取消獎項       | 十大華語片（第一至六、八、九、十一至第十四屆） | |
| 已取消獎項       | 十大外語片（第一至六、八、九、十一至第十四屆） | |
| 已取消獎項       | 柯達榮譽大獎（第四至第十屆）                   | 1985年設置 1988年更名為“柯達傑出技術獎” 1990年更名為“柯達最傑出技術獎” 1991年更名為“柯達傑出技術大獎”                                                                       |
| 已取消獎項       | 最佳亞洲電影（第二十一屆至第三十屆）           | |
| 已取消獎項       | 最佳兩岸華語電影（第三十一屆至第三十八屆）     | |

## 歷屆主要獎項
註：人名後括號內的數字，表示該得獎者在香港金像獎獲得同一獎項的累積次數（2次或以上標註）。
在第15屆香港電影金像獎，出現了金像獎史上首部實現大滿貫（即同一部電影同時包下最佳電影、最佳導演、最佳編劇和最佳男、女主角）的電影，該片為許鞍華執導的《女人四十》。值得一提的是，《女人四十》是第一部夺得最佳男、女主角的影片（第十五届金像奖前从未发生过），可以说在同一届金像奖创下两项记录。而相隔十六年後，同由許鞍華執導的《桃姐》於第31屆香港電影金像獎獲得上述五項大獎，再次實現大滿貫。另外，第19屆香港電影金像獎是至今唯一一屆五個大滿貫獎項均為不同電影作品的年份，即沒有電影作品獲得多過一個上述獎項：
- 最佳電影：《千言萬語》，最佳導演：杜琪峰（《鎗火》），最佳編劇：張艾嘉、關皓月（《心動》），最佳男主角：劉德華（《暗戰》），最佳女主角：羅蘭（《爆裂刑警》）

在第35屆香港電影金像獎，出現了金像獎史上首部實現演技獎大滿貫（即同一部電影同時包下最佳男、女主角、最佳男、女配角和最佳新演員）的電影，該片為翁子光執導的《踏血尋梅》。另外，至今出現過八屆在五個演技獎項均為不同電影作品的年份：第5屆（1986年）、第6屆（1987年）、第8屆（1989年）、第9屆（1990年）、第11屆（1992年）、第23屆（2004年）、第27屆（2008年）、第41屆（2023年）。
第41屆香港電影金像獎最佳電影《給十九歲的我》乃金像獎歷史上首部獲頒最佳電影的紀錄片。
| 屆別 | 年份   | 最佳電影       | 最佳導演                            | 最佳編劇                                              | 最佳男主角                               | 最佳女主角                          | 最佳男配角                | 最佳女配角                           | 最佳新演員                      |
| ---- | ------ | -------------- | ----------------------------------- | ----------------------------------------------------- | ---------------------------------------- | ----------------------------------- | ------------------------- | ------------------------------------ | ------------------------------- |
| 1    | 1982年 | 父子情         | 方育平(1) （父子情）                | 張堅庭(1) （胡越的故事）                              | 許冠文 （摩登保鑣）                      | 惠英紅(1) （長輩）                  | 該獎項尚未設立            | 該獎項尚未設立                       | 該獎項尚未設立                  |
| 2    | 1983年 | 投奔怒海       | 許鞍華(1) （投奔怒海）              | 邱戴安平(1) （投奔怒海）                              | 麥嘉 （最佳拍檔） 洪金寶(1) （提防小手） | 林碧琪 （靚妹仔）                   | 該獎項尚未設立            | 該獎項尚未設立                       | 馬斯晨 （投奔怒海）             |
| 3    | 1984年 | 半邊人         | 方育平(2) （半邊人）                | 張堅庭(2) （表錯七日情）                              | 梁家輝(1) （垂簾聽政）                   | 葉童(1) （表錯七日情）              | 該獎項尚未設立            | 該獎項尚未設立                       | 鄭裕玲 （花城）                 |
| 4    | 1985年 | 似水流年       | 嚴浩 （似水流年）                   | 孔良 （似水流年）                                     | 李修賢 （公僕）                          | 斯琴高娃(1) （似水流年）            | 沈威 （省港旗兵）         | 梅艷芳(1) （緣份）                   | 顧美華 （似水流年）             |
| 5    | 1986年 | 警察故事       | 張婉婷 （非法移民）                 | 陸劍明、鄧榮銾 （錯點鴛鴦）                           | 鄭則士(1) （何必有我）                   | 王小鳳 （錯點鴛鴦）                 | 孟海 （皇家師姐）         | 葉德嫻(1) （花街時代）               | 陳婉麗 （女人風情話）           |
| 6    | 1987年 | 英雄本色       | 方育平 (3) （美國心）               | 黎傑、邱戴安平(2) （地下情）                          | 周潤發(1) （英雄本色）                   | 張艾嘉(1) （最愛）                  | 秦沛(1) （癲佬正傳）      | 金燕玲(1) （地下情）                 | 利玉娟 （美國心）               |
| 7    | 1988年 | 秋天的童話     | 林嶺東 （龍虎風雲）                 | 羅啟銳(1) （秋天的童話）                              | 周潤發(2) （龍虎風雲）                   | 蕭芳芳(1) （不是冤家不聚頭）        | 梁朝偉(1) （人民英雄）    | 金燕玲(2) （人民英雄）               | 林國斌 （省港旗兵續集）         |
| 8    | 1989年 | 胭脂扣         | 關錦鵬 （胭脂扣）                   | 聶宏風、 邵國華、陳嘉上(1)、葉廣儉 （三人世界）       | 洪金寶(2) （七小福）                     | 梅艷芳 （胭脂扣）                   | 張學友 （旺角卡門）       | 李麗蕊 （學校風雲）                  | 吳大維 （今夜星光燦爛）         |
| 9    | 1990年 | 飛越黃昏       | 吳宇森 （喋血雙雄）                 | 張之亮(1)、陳錦昌 （飛越黃昏）                        | 周潤發 (3) （阿郎的故事）                | 張曼玉(1) （不脫襪的人）            | 梁朝偉(2) （殺手蝴蝶夢）  | 葉童 （飛越黃昏）                    | 江華 （但願人長久）             |
| 10   | 1991年 | 阿飛正傳       | 王家衛(1) （阿飛正傳）              | 陳文強(1) （廟街皇后）                                | 張國榮 （阿飛正傳）                      | 鄭裕玲 （表姐，你好嘢！）           | 吳孟達 （天若有情）       | 劉玉翠 （廟街皇后）                  | 劉玉翠 （廟街皇后）             |
| 11   | 1992年 | 跛豪           | 徐克(1) （黃飛鴻）                  | 麥當雄、蕭若元 （跛豪）                               | 曾志偉 （雙城故事）                      | 葉童(2) （婚姻勿語）                | 關海山 （五億探長雷洛傳） | 葉德嫻(2) （與龍共舞）               | 梁琤 （黑貓）                   |
| 12   | 1993年 | 籠民           | 張之亮 （籠民）                     | 黃仁逵、 吳滄洲、 張之亮(2) （籠民）                  | 梁家輝(2) （92黑玫瑰對黑玫瑰）           | 張曼玉(2) （阮玲玉）                | 廖啟智(1) （籠民）        | 馮寶寶(1) （92黑玫瑰對黑玫瑰）       | 袁詠儀 （亞飛與亞基）           |
| 13   | 1994年 | 新不了情       | 爾冬陞(1) （新不了情）              | 爾冬陞(1) （新不了情）                                | 黃秋生(1) （八仙飯店之人肉叉燒飽）       | 袁詠儀(1) （新不了情）              | 秦沛(2) （新不了情）      | 馮寶寶(2) （新不了情）               | 吳興國 （誘僧）                 |
| 14   | 1995年 | 重慶森林       | 王家衛(2) （重慶森林）              | 杜國威(1) （我和春天有個約會）                        | 梁朝偉(1) （重慶森林）                   | 袁詠儀(2) （金枝玉葉）              | 陳小春 （晚九朝五）       | 羅冠蘭 （我和春天有個約會）          | 劉雅麗 （我和春天有個約會）     |
| 15   | 1996年 | 女人四十       | 許鞍華(2) （女人四十）              | 陳文強(2) （女人四十）                                | 喬宏 （女人四十）                        | 蕭芳芳(2) （女人四十）              | 羅家英 （女人四十）       | 莫文蔚 （墮落天使）                  | 巫啟賢 （慈雲山十三太保）       |
| 16   | 1997年 | 甜蜜蜜         | 陳可辛(1) （甜蜜蜜）                | 岸西(1) （甜蜜蜜）                                    | 鄭則士(2) （三個受傷的警察）             | 張曼玉 (3) （甜蜜蜜）               | 曾志偉(1) （甜蜜蜜）      | 舒淇(1) （色情男女）                 | 舒淇(1) （色情男女）            |
| 17   | 1998年 | 香港製造       | 陳果 （香港製造）                   | 杜國威(2) （南海十三郎）                              | 梁朝偉 (2) （春光乍洩）                  | 張曼玉 (4) （宋家皇朝）             | 姜文 （宋家皇朝）         | 梅艷芳(2) （半生緣）                 | 李燦森 （香港製造）             |
| 18   | 1999年 | 野獸刑警       | 陳嘉上、林超賢 （野獸刑警）         | 陳慶嘉、陳嘉上(2) （野獸刑警）                        | 黃秋生(2) （野獸刑警）                   | 吳君如 （古惑仔情義篇之洪興十三妹） | 譚耀文 （野獸刑警）       | 舒淇(2) （古惑仔情義篇之洪興十三妹） | 謝霆鋒 （新古惑仔之少年激鬥篇） |
| 19   | 2000年 | 千言萬語       | 杜琪峰(1) （鎗火）                  | 張艾嘉(1)、關皓月 （心動）                            | 劉德華(1) （暗戰）                       | 羅蘭 （爆裂刑警）                   | 狄龍 （流星語）           | 吳家麗 （流星語）                    | 張柏芝 （星願）                 |
| 20   | 2001年 | 臥虎藏龍       | 李安 （臥虎藏龍）                   | 陳果 （榴槤飄飄）                                     | 梁朝偉 (3) （花樣年華）                  | 張曼玉 (5) （花樣年華）             | 吳鎮宇 （公元2000）       | 鄭佩佩 （臥虎藏龍）                  | 秦海璐 （榴槤飄飄）             |
| 21   | 2002年 | 少林足球       | 周星馳 （少林足球）                 | 岸西(2) （男人四十）                                  | 周星馳 （少林足球）                      | 張艾嘉(2) （地久天長）              | 黃一飛 （少林足球）       | 林嘉欣 （男人四十）                  | 林嘉欣 （男人四十）             |
| 22   | 2003年 | 無間道         | 劉偉強、麥兆輝 （無間道）           | 麥兆輝(1)、 莊文強(1) （無間道）                      | 梁朝偉 (4) （無間道）                    | 李心潔 （見鬼）                     | 黃秋生(1) （無間道）      | 劉若英 （雙瞳）                      | 原麗淇 （三更之回家）           |
| 23   | 2004年 | 大隻佬         | 杜琪峰(2) （PTU）                   | 韋家輝(1)、游乃海(1)、歐健兒(1)、葉天成(1) （大隻佬） | 劉德華(2) （大隻佬）                     | 張柏芝 （忘不了）                   | 梁家輝 （大丈夫）         | 何超儀 （豪情）                      | 安志 （少年阿虎）               |
| 24   | 2005年 | 功夫           | 爾冬陞(2) （旺角黑夜）              | 爾冬陞(2) （旺角黑夜）                                | 梁朝偉 (5) （2046）                      | 章子怡(1) （2046）                  | 元華 （功夫）             | 白靈 （三更2之餃子）                 | 田原 （蝴蝶）                   |
| 25   | 2006年 | 黑社會         | 杜琪峰 (3) （黑社會）               | 游乃海(2)、葉天成(2) （黑社會）                       | 梁家輝 (3) （黑社會）                    | 周迅 （如果‧愛）                    | 黃秋生(2) （頭文字D）     | 毛舜筠 （早熟）                      | 周杰倫 （頭文字D）              |
| 26   | 2007年 | 父子           | 譚家明 （父子）                     | 譚家明、田開良 （父子）                               | 劉青雲(1) （我要成名）                   | 鞏俐 （滿城盡帶黃金甲）             | 吳澋滔 （父子）           | 周迅 （夜宴）                        | 吳澋滔 （父子）                 |
| 27   | 2008年 | 投名狀         | 陳可辛(2) （投名狀）                | 韋家輝(2)、歐健兒(2) （神探）                         | 李連杰 （投名狀）                        | 斯琴高娃(2) （）                    | 劉德華 （門徒）           | 邵音音(1) （野·良犬）                | 徐子珊 （跟蹤）                 |
| 28   | 2009年 | 葉問           | 許鞍華 (3) （天水圍的日與夜）       | 呂筱華 （天水圍的日與夜）                             | 張家輝(1) （証人）                       | 鮑起靜 （天水圍的日與夜）           | 廖啟智(2) （証人）        | 陳麗雲 （天水圍的日與夜）            | 徐嬌 （長江7號）                |
| 29   | 2010年 | 十月圍城       | 陳德森 （十月圍城）                 | 羅啟銳(2) （歲月神偷）                                | 任達華 （歲月神偷）                      | 惠英紅(2) （心魔）                  | 謝霆鋒 （十月圍城）       | 葉璇 （意外）                        | 李治廷 （歲月神偷）             |
| 30   | 2011年 | 打擂台         | 徐克(2) （狄仁傑之通天帝國）        | 彭浩翔、麥曦茵 （志明與春嬌）                         | 謝霆鋒 （綫人）                          | 劉嘉玲 （狄仁傑之通天帝國）         | 泰迪羅賓 （打擂台）       | 邵音音(2) （打擂台）                 | 陳奐仁 （李小龍）               |
| 31   | 2012年 | 桃姐           | 許鞍華 (4) （桃姐）                 | 陳淑賢 （桃姐）                                       | 劉德華 (3) （桃姐）                      | 葉德嫻 （桃姐）                     | 盧海鵬 （奪命金）         | 蘇杏璇 （奪命金）                    | 蕭敬騰 （殺手歐陽盆栽）         |
| 32   | 2013年 | 寒戰           | 梁樂民、陸劍青 （寒戰）             | 梁樂民、陸劍青 （寒戰）                               | 梁家輝 (4) （寒戰）                      | 楊千嬅 （春嬌與志明）               | 鄭中基 （低俗喜劇）       | 陳靜 （低俗喜劇）                    | 徐家傑 （寒戰）                 |
| 33   | 2014年 | 一代宗師       | 王家衞 (3) （一代宗師）             | 鄒靜之、徐皓峰、王家衞 （一代宗師）                   | 張家輝(2) （激戰）                       | 章子怡 (2) （一代宗師）             | 張晉 （一代宗師）         | 惠英紅(1) （殭屍）                   | 蔡瀚億 （狂舞派）               |
| 34   | 2015年 | 黃金時代       | 許鞍華 (5) （黃金時代）             | 麥兆輝 (2)、莊文強 (2) （竊聽風雲3）                  | 劉青雲 (2) （竊聽風雲3）                 | 趙薇 （親愛的）                     | 曾江 （竊聽風雲3）        | 王菀之(1) （金雞SSS）                | 王菀之(1) （金雞SSS）           |
| 35   | 2016年 | 十年           | 徐克 (3) （智取威虎山）             | 翁子光 （踏血尋梅）                                   | 郭富城 （踏血尋梅）                      | 春夏 （踏血尋梅）                   | 白只 （踏血尋梅）         | 金燕玲 (3) （踏血尋梅）              | 白只 （踏血尋梅）               |
| 36   | 2017年 | 樹大招風       | 許學文、歐文傑、黃偉傑 （樹大招風） | 龍文康、伍奇偉、麥天樞(1) （樹大招風）                | 林家棟 （樹大招風）                      | 惠英紅 (3) （幸運是我）             | 曾志偉(2) （一念無明）    | 金燕玲 (4) （一念無明）              | 胡子彤 （點五步）               |
| 37   | 2018年 | 明月幾時有     | 許鞍華(6) （明月幾時有）            | 張艾嘉(2)、游曉穎 （相愛相親）                        | 古天樂 （殺破狼·貪狼）                   | 毛舜筠 （黃金花）                   | 姜皓文 （拆彈專家）       | 葉德嫻 (3) （明月幾時有）            | 凌文龍 （黃金花）               |
| 38   | 2019年 | 無雙           | 莊文強 （無雙）                     | 莊文強 (3) （無雙）                                   | 黃秋生 (3) （淪落人）                    | 曾美慧孜 （三夫）                   | 袁富華 （翠絲）           | 惠英紅(2) （翠絲）                   | 姬素·孔尚治 （淪落人）          |
| 39   | 2020年 | 少年的你       | 曾國祥 （少年的你）                 | 林詠琛、李媛、許伊萌 （少年的你）                     | 太保 （叔·叔）                           | 周冬雨 （少年的你）                 | 張達明 （麥路人）         | 區嘉雯 （叔·叔）                     | 易烊千璽 （少年的你）           |
| 40   | 2022年 | 怒火           | 陳木勝 （怒火）                     | 歐健兒(3)、岑君茜 （智齒）                            | 謝賢 （殺出個黄昏）                      | 劉雅瑟 （智齒）                     | 馮皓揚 （媽媽的神奇小子） | 廖子妤 （梅艷芳）                    | 王丹妮 （梅艷芳）               |
| 41   | 2023年 | 給十九歲的我   | 韋家輝 （神探大戰）                 | 韋家輝(3)、陳偉斌、麥天樞(2) （神探大戰）             | 劉青雲(3) （神探大戰）                   | 鄭秀文 （流水落花）                 | 許冠文 （風再起時）       | 王菀之(2) （飯戲攻心）               | 林諾 （白日青春）               |
| 42   | 2024年 | 毒舌大狀       | 鄭保瑞 （命案）                     | 游乃海(3)、李春暉 （命案）                            | 梁朝偉(6) （金手指）                     | 余香凝 （白日之下）                 | 姜大衞 （白日之下）       | 梁雍婷 （白日之下）                  | （但願人長久）                  |
| 43   | 2025年 | 九龍城寨之圍城 | 鄭保瑞(2) （九龍城寨之圍城）        | 陳茂賢、鄭緯機 （破·地獄）                            | 劉青雲(4) （爸爸）                       | 衛詩雅 （破·地獄）                  | 朱栢康 （破·地獄）        | 谷祖琳 （爸爸）                      | 蘇文濤 （爸爸）                 |

## 歷屆提名及獲獎最多電影
| 屆別 | 年份   | 提名最多電影（提名數目）                              | 獲獎最多電影（獎項數目）                      | 備註                                                                                               |
| ---- | ------ | ----------------------------------------------------- | --------------------------------------------- | -------------------------------------------------------------------------------------------------- |
| 1    | 1982年 | 不設提名                                              | 父子情（2）                                   | 父子情獲選最佳電影                                                                                 |
| 2    | 1983年 | 投奔怒海（10）                                        | 投奔怒海（5）                                 | 投奔怒海獲選最佳電影                                                                               |
| 3    | 1984年 | 半邊人（9）                                           | 半邊人（3）                                   | 半邊人獲選最佳電影                                                                                 |
| 4    | 1985年 | 似水流年（11）                                        | 似水流年（6）                                 | 似水流年獲選最佳電影                                                                               |
| 5    | 1986年 | 殭屍先生（12）                                        | 警察故事、錯點鴛鴦、何必有我、女人風情話（2） | 警察故事獲選最佳電影                                                                               |
| 6    | 1987年 | 英雄本色（11）                                        | 美國心（3）                                   | 英雄本色獲選最佳電影                                                                               |
| 7    | 1988年 | 倩女幽魂（12）                                        | 秋天的童話、倩女幽魂（3）                     | 秋天的童話獲選最佳電影                                                                             |
| 8    | 1989年 | 旺角卡門、胭脂扣（10）                                | 胭脂扣（7）                                   | 胭脂扣獲選最佳電影 胭脂扣為1980年代獲最多金像獎的電影                                              |
| 9    | 1990年 | 阿郎的故事（10）                                      | 飛越黃昏、不脫襪的人（3）                     | 飛越黃昏獲選最佳電影                                                                               |
| 10   | 1991年 | 阿飛正傳、愛在別鄉的季節（9）                         | 阿飛正傳（5）                                 | 阿飛正傳獲選最佳電影                                                                               |
| 11   | 1992年 | 五億探長雷洛傳、黃飛鴻（8）                           | 黃飛鴻（4）                                   | 跛豪獲選最佳電影                                                                                   |
| 12   | 1993年 | 92黑玫瑰對黑玫瑰、阮玲玉、黃飛鴻之二：男兒當自強（9） | 阮玲玉（5）                                   | 籠民獲選最佳電影                                                                                   |
| 13   | 1994年 | 新不了情（12）                                        | 新不了情（6）                                 | 新不了情獲選最佳電影                                                                               |
| 14   | 1995年 | 金枝玉葉（11）                                        | 重慶森林（4）                                 | 重慶森林獲選最佳電影                                                                               |
| 15   | 1996年 | 女人四十、烈火戰車（10）                              | 女人四十（6）                                 | 女人四十獲選最佳電影                                                                               |
| 16   | 1997年 | 甜蜜蜜（11）                                          | 甜蜜蜜（9）                                   | 甜蜜蜜獲選最佳電影 甜蜜蜜為1990年代獲最多金像獎的電影                                              |
| 17   | 1998年 | 宋家皇朝（12）                                        | 宋家皇朝（6）                                 | 香港製造獲選最佳電影                                                                               |
| 18   | 1999年 | 風雲雄霸天下、玻璃之城（12）                          | 野獸刑警（5）                                 | 野獸刑警獲選最佳電影                                                                               |
| 19   | 2000年 | 千言萬語、星願、紫雨風暴（8）                         | 紫雨風暴（5）                                 | 千言萬語獲選最佳電影                                                                               |
| 20   | 2001年 | 臥虎藏龍（16）                                        | 臥虎藏龍（8）                                 | 臥虎藏龍獲選最佳電影 臥虎藏龍為2000年代獲最多金像獎的電影之一                                      |
| 21   | 2002年 | 少林足球（14）                                        | 少林足球（7）                                 | 少林足球獲選最佳電影                                                                               |
| 22   | 2003年 | 無間道（16）                                          | 無間道、英雄（7）                             | 無間道獲選最佳電影                                                                                 |
| 23   | 2004年 | 大隻佬（13）                                          | 千機變（6）                                   | 大隻佬獲選最佳電影                                                                                 |
| 24   | 2005年 | 功夫（16）                                            | 功夫、2046（6）                               | 功夫獲選最佳電影                                                                                   |
| 25   | 2006年 | 七劍、如果·愛（11）                                   | 如果·愛（6）                                  | 黑社會獲選最佳電影                                                                                 |
| 26   | 2007年 | 滿城盡帶黃金甲（14）                                  | 父子（5）                                     | 父子獲選最佳電影                                                                                   |
| 27   | 2008年 | 門徒（15）                                            | 投名狀（8）                                   | 投名狀獲選最佳電影 投名狀為2000年代獲最多金像獎的電影之一                                          |
| 28   | 2009年 | 赤壁（15）                                            | 赤壁（5）                                     | 葉問獲選最佳電影                                                                                   |
| 29   | 2010年 | 十月圍城（18）                                        | 十月圍城（8）                                 | 十月圍城獲選最佳電影                                                                               |
| 30   | 2011年 | 狄仁傑之通天帝國（13）                                | 狄仁傑之通天帝國（6）                         | 打擂台獲選最佳電影                                                                                 |
| 31   | 2012年 | 龍門飛甲、讓子彈飛（13）                              | 桃姐、龍門飛甲（5）                           | 桃姐獲選最佳電影                                                                                   |
| 32   | 2013年 | 消失的子彈、寒戰（12）                                | 寒戰（9）                                     | 寒戰獲選最佳電影                                                                                   |
| 33   | 2014年 | 一代宗師（14）                                        | 一代宗師（12）                                | 一代宗師獲選最佳電影 一代宗師為2010年代獲最多金像獎的電影 一代宗師為目前為止史上獲最多金像獎的電影 |
| 34   | 2015年 | 竊聽風雲3（11）                                       | 黃金時代（5）                                 | 黃金時代獲選最佳電影                                                                               |
| 35   | 2016年 | 踏血尋梅（13）                                        | 踏血尋梅（7）                                 | 十年獲選最佳電影                                                                                   |
| 36   | 2017年 | 七月與安生（12）                                      | 樹大招風（5）                                 | 樹大招風獲選最佳電影                                                                               |
| 37   | 2018年 | 明月幾時有（11）                                      | 明月幾時有（5）                               | 明月幾時有獲選最佳電影                                                                             |
| 38   | 2019年 | 無雙（17）                                            | 無雙（7）                                     | 無雙獲選最佳電影                                                                                   |
| 39   | 2020年 | 少年的你（12）                                        | 少年的你（8）                                 | 少年的你獲選最佳電影                                                                               |
| 40   | 2022年 | 智齒（14）                                            | 梅艷芳（5）                                   | 怒火獲選最佳電影                                                                                   |
| 41   | 2023年 | 正義迴廊（16）                                        | 神探大戰（4）                                 | 給十九歲的我獲選最佳電影                                                                           |
| 42   | 2024年 | 白日之下（16）                                        | 金手指（6）                                   | 毒舌大狀獲選最佳電影                                                                               |
| 43   | 2025年 | 破·地獄（18）                                         | 九龍城寨之圍城（9）                           | 九龍城寨之圍城獲選最佳電影                                                                         |

## 歷屆頒獎典禮資料

### 日期、舉辦場地及司儀
| 屆別 | 日期          | 舉辦場地               | 主持人 | 主持人                                   | 主辦機構             | 轉播                                                     |
| 屆別 | 日期          | 舉辦場地               | 大會司儀 | 紅地氈司儀                               | 主辦機構             | 轉播                                                     |
| ---- | ------------- | ---------------------- | --- | ---------------------------------------- | -------------------- | -------------------------------------------------------- |
| 1    | 1982年3月9日  | 香港藝術中心壽臣劇院   | 伍家廉、詹小屏 | 不適用                                   | 香港電台、電影雙周刊 | 香港電台第一台、香港電台第二台同步直播，麗的電視錄影播出 |
| 2    | 1983年7月31日 | 香港浸會學院大專會堂   | 曾志偉、蕭芳芳 | 星島報業有限公司、電影雙周刊             | 無綫電視翡翠台       |                                                          |
| 3    | 1984年8月4日  | 香港麗晶酒店大禮堂     | 鍾景輝 | 星島報業有限公司、電影雙周刊             | 無綫電視翡翠台       |                                                          |
| 4    | 1985年4月13日 | 富麗華酒店             | 俞琤 | 电影双周刊                               | 無綫電視翡翠台       |                                                          |
| 5    | 1986年4月6日  | 香港麗晶酒店大禮堂     | 俞琤 | 电影双周刊                               | 無綫電視翡翠台       |                                                          |
| 6    | 1987年4月24日 | 香港浸會學院大專會堂   | 鄭裕玲、鍾景輝 | 电影双周刊                               | 無綫電視翡翠台       |                                                          |
| 7    | 1988年4月10日 | 香港演藝學院歌劇院     | 沈殿霞、鍾保羅 | 电影双周刊                               | 無綫電視翡翠台       |                                                          |
| 8    | 1989年4月9日  | 香港會議展覽中心       | 沈殿霞、曾志偉、陳欣健 | 香港影業協會、电影双周刊、香港電影導演會 | 無綫電視翡翠台       |                                                          |
| 9    | 1990年4月30日 | 香港演藝學院歌劇院     | 陳欣健、岑建勳 | 香港影業協會、电影双周刊、香港電影導演會 | 無綫電視翡翠台       |                                                          |
| 10   | 1991年4月21日 | 香港文化中心大劇院     | 梅艷芳、陳欣健 | 香港影業協會、电影双周刊、香港電影導演會 | 無綫電視翡翠台       |                                                          |
| 11   | 1992年4月5日  | 香港文化中心大劇院     | 陳欣健、鄭丹瑞 | 香港影業協會、电影双周刊、香港電影導演會 | 無綫電視翡翠台       |                                                          |
| 12   | 1993年4月23日 | 香港文化中心大劇院     | 沈殿霞、岑建勳 | 香港影業協會、电影双周刊、香港電影導演會 | 亞洲電視本港台       |                                                          |
| 13   | 1994年4月22日 | 香港文化中心大劇院     | 沈殿霞、岑建勳 | 香港電影金像獎協會                       | 亞洲電視本港台       |                                                          |
| 14   | 1995年4月23日 | 香港文化中心大劇院     | 岑建勳、林建明 | 香港電影金像獎協會                       | 亞洲電視本港台       |                                                          |
| 15   | 1996年4月28日 | 香港演藝學院歌劇院     | 吳君如、黃子華、葉玉卿 | 香港電影金像獎協會                       | 亞洲電視本港台       |                                                          |
| 16   | 1997年4月13日 | 香港文化中心大劇院     | 沈殿霞、薛家燕 | 香港電影金像獎協會                       | 無綫電視翡翠台       |                                                          |
| 17   | 1998年4月26日 | 香港文化中心大劇院     | 鄭裕玲、張達明 | 香港電影金像獎協會                       | 無綫電視翡翠台       |                                                          |
| 18   | 1999年4月24日 | 香港文化中心大劇院     | 鄭裕玲、張達明、谷德昭、錢嘉樂、林曉峰 | 香港電影金像獎協會                       | 無綫電視翡翠台       |                                                          |
| 19   | 2000年4月20日 | 香港體育館             | 曾志偉、吳君如、谷德昭 | 香港電影金像獎協會                       | 無綫電視翡翠台       |                                                          |
| 20   | 2001年4月29日 | 香港文化中心大劇院     | 鄭裕玲、曾志偉、伍家廉、梁詠琪 | 香港電影金像獎協會                       | 無綫電視翡翠台       |                                                          |
| 21   | 2002年4月21日 | 香港文化中心大劇院     | 曾志偉、葉童、張達明、彭晴 | 香港電影金像獎協會                       | 無綫電視翡翠台       |                                                          |
| 22   | 2003年4月6日  | 香港文化中心大劇院     | 曾志偉、岑建勳、朱茵、丘凱敏 | 香港電影金像獎協會                       | 無綫電視翡翠台       |                                                          |
| 23   | 2004年4月4日  | 香港文化中心大劇院     | 黃子華、余安安、朱茵、何超儀、曾寶儀、應采兒、蔡少芬 | 香港電影金像獎協會                       | 無綫電視翡翠台       |                                                          |
| 24   | 2005年3月27日 | 香港體育館             | 鄭裕玲、鄭丹瑞 | 香港電影金像獎協會                       | 無綫電視翡翠台       |                                                          |
| 25   | 2006年4月8日  | 香港體育館             | 曾志偉、毛舜筠、杜汶澤 | 香港電影金像獎協會                       | 無綫電視翡翠台       |                                                          |
| 26   | 2007年4月15日 | 香港文化中心大劇院     | 張家輝、曾寶儀、林子聰 | 香港電影金像獎協會                       | 無綫電視翡翠台       |                                                          |
| 27   | 2008年4月13日 | 香港文化中心大劇院     | 鄭裕玲、吳君如、鄭秀文 | 香港電影金像獎協會                       | 無綫電視翡翠台       |                                                          |
| 28   | 2009年4月19日 | 香港文化中心大劇院     | 曾志偉、吳君如、毛舜筠、谷德昭、謝安琪、何韻詩、錢嘉樂、樊少皇、王祖藍、林子聰、田啟文、盧覓雪 | 香港電影金像獎協會                       | 無綫電視翡翠台       |                                                          |
| 29   | 2010年4月18日 | 香港文化中心大劇院     | 鄭丹瑞 | 香港電影金像獎協會                       | 亞洲電視本港台       |                                                          |
| 30   | 2011年4月17日 | 香港文化中心大劇院     | 鄭丹瑞、毛舜筠、谷德昭 | 香港電影金像獎協會                       | 亞洲電視本港台       | 蔣怡、林曉峰                                             |
| 31   | 2012年4月15日 | 香港文化中心大劇院     | 曾志偉、林家棟、曾寶儀、鄭中基、Angelababy | 香港電影金像獎協會                       | 車婉婉、林曉峰       | 無綫電視翡翠台                                           |
| 32   | 2013年4月13日 | 香港文化中心大劇院     | 曾志偉、林家棟、鄭中基、林曉峰 | 香港電影金像獎協會                       | 李漫芬、陸浩明       | 無綫電視翡翠台                                           |
| 33   | 2014年4月13日 | 香港文化中心大劇院     | 毛舜筠、林家棟、鄭中基 | 香港電影金像獎協會                       | 楊崢、衛志豪         | 無綫電視翡翠台                                           |
| 34   | 2015年4月19日 | 香港文化中心大劇院     | 陳小春、林家棟、楊千嬅 | 香港電影金像獎協會                       | 黃宇詩、區永權       | 無綫電視翡翠台                                           |
| 35   | 2016年4月3日  | 香港文化中心大劇院     | 劉青雲 | 香港電影金像獎協會                       | 黃宇詩、區永權       | 無綫電視翡翠台                                           |
| 36   | 2017年4月9日  | 香港文化中心大劇院     | 鄭中基 | 香港電影金像獎協會                       | 黃宇詩、區永權       | 無綫電視翡翠台                                           |
| 37   | 2018年4月15日 | 香港文化中心大劇院     | 蔡卓妍、張繼聰 | 香港電影金像獎協會                       | 卓韻芝、余迪偉       | ViuTV                                                    |
| 38   | 2019年4月14日 | 香港文化中心大劇院     | 談善言、游學修、王敏奕、蔡瀚億、袁澧林、林耀聲、岑珈其、杜小喬、朱鑑然、陳欣妍、黃定謙、余香凝、蘇麗珊、謝高晉、梁雍婷、黃溢濠、麥芷誼、凌文龍、顧定軒、陳漢娜、郭奕芯、盧鎮業、鄧月平、李任燊、湯加文、吳肇軒、陳健朗、李靖筠、劉頌鵬、廖子妤、胡子彤、陳嘉桓 | 香港電影金像獎協會                       | 黃宇詩、周子駒       | ViuTV                                                    |
| 39   | 2020年5月6日  | 網上直播形式公布結果   | 無（由時任金像獎協會主席爾冬陞宣讀得獎結果） | 香港電影金像獎協會                       | 不適用               | 不適用                                                   |
| 40   | 2022年7月17日 | 九龍灣國際展貿中心匯星 | 彭秀慧 | 香港電影金像獎協會                       | 強尼、沈殷怡         | ViuTV                                                    |
| 41   | 2023年4月16日 | 香港文化中心大劇院     | 無 | 香港電影金像獎協會                       | 強尼、沈殷怡         | ViuTV                                                    |
| 42   | 2024年4月14日 | 香港文化中心大劇院     | | 香港電影金像獎協會                       | 強尼、沈殷怡         | ViuTV                                                    |
| 43   | 2025年4月27日 | 香港文化中心大劇院     | | 香港電影金像獎協會                       | 強尼、沈殷怡         | ViuTV                                                    |

### 嘉宾主持
历届香港电影金像奖晚会，都有各类主持搭配，金像奖的司仪组合形式，主要包括统筹全场的主持人，以及在开场和特殊篇章致辞的嘉宾主持人。
历届的嘉宾和司仪组合，包括来自香港和两岸的社会名流及知名人士，如金庸、倪匡、陈方安生、董建华、霍震霆、曾荫权、唐英年、李宁等。不过历年来主持人都主要来自香港电影界和演艺界，有被演艺界視為金牌司仪的沈殿霞、何守信、狄娜、陈欣健、薛家燕、陈百祥、俞琤、肥妈、郑丹瑞、林珊珊、陈启泰、林建明、钟保罗、卢觅雪、卢大伟、黄韵诗、狄波拉等；也有电影界的演員，如曾志伟、郑裕玲、吴君如、万梓良、周润发、谭咏麟、梁家辉、张国荣、毛舜筠、叶童、成龙、刘青云、张艾嘉、许冠文、萧芳芳、许冠傑、梅艳芳、吴镇宇、郑则仕、刘德华、冯宝宝、洪金宝、刘嘉玲、张曼玉、梁朝伟、郑秀文、杨千嬅、张家辉、谢霆锋、郭富城、黎明、钟楚红、李连杰、周星驰、李修贤、袁咏仪、吴家丽、麦嘉、惠英红、关之琳等；香港乐坛歌手，如林子祥、徐小凤、罗文、张学友、钟镇涛、叶倩文、林忆莲等；老一辈的香港电影艺人如邓碧云、谢贤、胡枫、楚原、关德兴、石坚、吴君丽、陈宝珠等；电影的经典甘草、特型演员和性格演员，如成奎安、许冠英、罗家英、八両金、廖启智、余慕莲、叶子楣、叶玉卿等；两岸电影界名人，如张艺谋、张国立、柯俊雄、刘晓庆、冯小刚、葛优、章子怡、周迅、黄晓明、陈坤、巩俐、姜文等。
另外，司儀組合也曾有不同的搭配，包括对电影业有贡献的名人，如黄霑、顾嘉煇，电影导演徐克、许鞍华、王晶、陈嘉上、尔冬升、刘镇伟、张坚庭、唐季礼、吴思远、谷德昭、吴宇森、方平、陈可辛、王家卫、高志森、黄百鸣、胡金铨、李翰祥、张婉婷、罗启锐、程小东等；香港动作电影的演員七小福、成家班、洪家班等；著名电影制片、编剧和发行人，如岑建勋、甘国亮、施南生、蔡澜、田启文、萧若元、麦当雄、麦当杰、岸西、林奕华等，著名“栋笃笑”（单人相声）艺人黄子华、林敏驄、張達明、詹瑞文等。
近年来，为了提携新人、金像奖的主持搭配采用新老交替、新人主持组合等形式，如曾宝仪、郑中基、杜汶泽、田蕊妮、刘美君、林子聪、森美、小仪、王祖蓝、何韵诗、何超仪、陈小春、郑伊健、应采儿、莫文蔚、阮兆祥、林峯、徐子珊、黄宗泽、古巨基、谢安琪、钱嘉乐、林晓峰、朱茵、谢婷婷、周秀娜、张栢芝、吴彦祖、冯德伦、彭浩翔、组合农夫、Twins、angelababy、方力申、亚洲星光大道參賽者、超级巨声參賽者等。
此外，每届金像奖都会有不同的主题，司仪和主持人会因应主题而传达香港电影精神，如“国际妇女年”采用全女班的司仪组合、“薪火交接”采用全新生代艺人作为主持和嘉宾，而2011年第三十届香港电影金像奖为表扬多位在幕后付出的工作人员，颁奖嘉宾组合更采用台前幕后结合的方式，向不为人熟悉的幕后人員致敬。

### 嘉宾
香港电影金像奖历届都汇聚各地的电影界人士，不少嘉宾都把香港电影金像奖视为华语影圈的盛事。
2003年受到SARS非典型肺炎的影響，当年的香港电影金像奖被迫取消红地氈，从外地赶来的嘉宾較以往少，再加上數名具知名度的電影界演員離世，出席頒獎禮的嘉賓均身著素裝出席。

### 司仪讲稿、嘉宾颁奖词
三十多年来，香港电影金像奖的表演环节以及一众司仪、颁奖嘉宾的致辞讲稿，均由香港电影编剧家协会负责创作撰写。多位香港和华语影视界的著名编剧，如黄炳耀、黎文卓、林超荣、陈庆嘉、陈嘉上、郑丹瑞等，均曾为金像奖创作司仪和嘉宾的串词。
金像奖创立之初，司仪讲词主要是介绍每一奖项和表演环节。其后开始以脱口秀形式表演。而每一奖项和表演环节之间穿插脱口秀和栋笃笑演出。介绍每位嘉宾出场和表演环节的方式有司仪斗嘴相声、有和观众席的互动访谈、有小品趣剧、甚至有默剧等形式。部分司仪讲稿和表演环节由司儀或表演嘉賓自由创作、自编自导、即席表演，如黄子华、郑丹瑞、黄霑、谷德眧、林海峰、森美等。
而颁奖嘉宾的搭配、讲词对答，也是由香港编剧家协会策划创作。通常每位颁奖嘉宾均收到大会拟定的颁奖讲词大纲，不少嘉宾为求气氛和效果，也会加插创作对白。历年来，颁奖嘉宾的颁奖词和颁奖形式有变魔术、脱口秀、栋笃笑、甚至有跨越时空的视像连线。

### 表演环节
历届香港电影金像奖都有各式各样的表演环节，有与电影相关的表演，也有献技表演。每年香港电影金像奖的表演环节均有香港电影编剧家协会负责创作。
其中，每届典礼固定的环节包括：回顾和怀念每年离世的电影人、演唱历年经典的电影歌曲和获奖歌曲、重温经典的电影片段、主持人穿插式的脱口秀表演等等。历届颁奖礼晚会中，也有不同的演出项目，如：重新现场演绎经典电影场面、恶搞经典电影片段、现场配音、现场动作特技表演、现场配乐、电影中的动物角色巡礼、鬼怪僵尸电影研究、童星今昔、电影魔术等等。
历年来的表演嘉宾除了中港台的演艺人员外，更有来自世界各地的表演艺术家。如：内地钢琴家朗朗和李云迪、舞蹈艺术家杨丽萍、香港男高音莫华伦、香港默剧大师詹瑞文等。

## 報幕、同聲傳譯、電影片段重溫
從首屆香港電影金像獎開始，在頒獎典禮上頒發每個獎項前都會播放相關獲提名候選人的電影片段。從2002年第21屆香港電影金像獎開始，宣讀提名名單報幕員由倪秉郎擔任至今。
此外，從2012年第31屆香港電影金像獎開始，大會參照奧斯卡金像獎和金馬獎的做法，在頒獎嘉賓宣布得獎者後，除了用大熒幕顯示相關得獎者的背景資料，並加以現場報幕介紹得獎者。現場報幕主要是引入及介紹頒獎典禮中各個表演章節，以及介紹各位頒獎嘉賓。當頒獎嘉賓宣布得獎者後，現場報幕也會介紹相關得獎者的背景資料。從2012年第31屆香港電影金像獎開始，每位頒獎嘉賓出場時，現場螢幕間或播出相應嘉賓的過往演出片段。該現場報幕員由鄭啟泰於第31屆頒獎典禮起擔任，2023年第41屆香港電影金像獎則為鄭啟泰最後一屆擔任現場報幕員的頒獎典禮。其後鄭啟泰於2024年2月3日逝世，而自2024年第42屆香港電影金像獎開始，則由陳永業出任頒獎典禮現場報幕員。
自1990年第9屆香港電影金像獎開始，大會開始提供多種語言服務的現場傳譯，主要包括國語、英語、日語、法語、西班牙語等多個語種，而現場直播也提供多語種服務以供全球多個國家和地區觀眾選擇。

## 媒體轉播
香港电影金像奖每届均可在两岸三地的各大电视媒体、广播媒体、报章、杂志、网络媒体收看收听到大会实况，也可捕捉到大会场内外的最新消息。
中国大陆的电影卫星频道节目中心（CCTV-6）从1990年代中开始，现场直播或转播香港电影金像奖，及后，大陆多家省级卫星电视台如上海电视台、广东电视台、重庆电视台等，也会播放金像奖的实况；而台湾的电视媒体更早于1980年代末开始，即可收看现场直播和录播；澳门观众从第一届金像奖开始，即可直接收看香港电视台的直播。
早于1983年开始，香港电影金像奖颁奖典礼主办单位香港电台电视部（RTHK）就已经通过人造卫星，把大会实况传送到新加坡电视台播出；八十年代末，金像奖就可在马来西亚、菲律宾、印尼等地区转播；1991年第十届香港电影金像奖开始，当年的STARTV 卫星电视把香港电影金像奖的直播信号实时传送到美国、英国、澳洲、新西兰、加拿大、法国、意大利等五大洲的22个国家和地区，在各国的华语电视网络直播。
时至今天，除了各大电视媒体外，随着网络媒体的推动，两岸三地和全球各地的观众均可轻易地收看收听到香港电影金像奖的最新实况。

### 本地電視直播
香港电影金像奖颁奖典礼的电视直播分为场外的星光大道（明星进场和采访的直播）、获奖者记者会和场内真正的颁奖典礼直播。电视媒体对三部分的直播和转播，都需向香港电影金像奖组委会申请报名和购买电视版权。而大会典礼的实况直播又分为香港地区直播、两岸媒体直播以及海外直播。
从首届开始，香港电影金像奖就已在电视媒体直播或转播。前十届香港电台电视部都參與统筹制作。可供香港其他电视媒体转播。
1990年代开始，香港另一免费电视台亚洲电视（ATV，已於2016年4月2日停播）也开始竞逐金像奖的直播版权，并连续三届成功统筹、制作、直播了香港电影金像奖颁奖典礼。
随着香港电视台的数量增多，不少香港电视台也纷纷加入竞购颁奖礼直播版权，当中包括：1990年代初的卫星电视（STARTV）、及后的有线电视（HK CABLE）、香港now宽频电视（现称Now TV）、凤凰卫视、星空卫视、华娱卫视等等。版权争夺战，曾引起各大电视台的龙争虎斗，惹起过不少非议，如：在1990年代初，香港两大免费电视台（無綫电视、亚洲电视）曾各自限制旗下艺人出席对台取得直播版权的金像奖颁奖典礼；2009年，無綫电视在直播金像奖时，曾删去亚洲电视旗下艺人鲍起静的获奖感言，并且由于無綫电视顾及插播广告，更大幅度删减金像奖的直播内容；2004年，無綫电视取得直播版权时，也限制有线电视的采访队对获奖者的采访；种种争议，让当年任香港电影金像奖组委会主席的文隽不堪困扰而辞职，由陈嘉上导演接任。
其后，新任的香港电影金像奖组委会呼吁，电视媒体可以联合竞逐和直播颁奖典礼，以及寄望转播媒体，不得以各种理由大幅删减典礼实况。2010年第29届香港电影金像奖由亚洲电视和now宽频电视联合制作直播，亚视发表声明不会肆意插播广告和删减嘉宾获奖者发言，及后在电视直播中完整播出典礼实况，所有嘉宾和获奖者感言完整播出，获得社会各界一致好评。
2020年第39屆香港電影金像獎，因2019冠狀病毒病香港疫情，大會宣布取消實體頒獎典禮，改以網上直播形式由時任香港電影金像獎協會主席爾冬陞公布結果。
- 無綫電視翡翠台直播屆次：
  - 第2屆（1983年）至第11屆（1992年）
  - 第16屆（1997年）至第28屆（2009年）
  - 第31屆（2012年）至第36屆（2017年）
- 亞洲電視本港台直播屆次：
  - 第12屆（1993年）至第15屆（1996年）
  - 第29屆（2010年）至第30屆（2011年）
- 香港電台電視部直播屆次：
  - 第20屆（2001年）至第22屆（2003年）
- ViuTV直播屆次：
  - 第37屆（2018年）至第38屆（2019年）
  - 第40屆（2022年）至今

主席爾冬陞表示金像獎直播或转播版权，以投標形式进行，投標以價高者得，而近年金像獎頒獎典禮都是由李澤楷創辦的ViuTV投得直播或转播版权。

### 海外电视转播
香港电影金像奖的海外电视转播主要包括：覆盖两岸的大中华地区，以及东南亚、北美洲、大洋洲和欧洲。全球多达22个国家和地区能够收看。
其中中国大陆的转播媒体主要固定为电影卫星频道节目中心旗下的中央电视台电影频道（CCTV-6）从1991年开始，连续二十多年成为香港电影金像奖的内地常规转播媒体。2003年开始，多家大陆电视媒体也参与金像奖的直播，包括：上海东方电影频道、广东电视台珠江电影频道、广东南方电视台等等。由于香港电影金像奖主要以粤语广东话为主，因此内地媒体在转播时都会加入中文字幕，或采用现场普通话国语传译版本播出。
台湾的转播电视媒体则没有固定，主要由取得金像奖的香港地区播映版权的媒体协议，如：香港无线电视（TVB）取得香港转播版权，则交由旗下台湾子公司台湾无线卫星电视台（TVBS）播放；香港亚洲电视（ATV）取得播映权，则交由集团股东蔡衍明控股的电视台台湾中天电视台播放。曾经转播香港电影金像奖的台湾电视媒体包括：中华电视（华视）、中国电视（中视）、台湾电视（台视）、年代电视台、卫视中文台等。台湾电视媒体直播金像奖一般采用粤语广东话原声版本加入台湾主持人解说的方法。
马来西亚的电视转播媒体，自1996年开始由Astro华丽台擔當至今。

### 电台转播
多年来，香港电影金像奖的声音直播一般由香港电台（RTHK）负责。而香港商业电台和新城电台则主要报道花絮和赛果。1998年开始马来西亚MY FM加入声音直播行列。

### 网络直播
随着网络时代的来临，香港电影金像奖设立了官方网页，并于全球多个网站同步实时直播。当中包括：视频直播、文字直播和图片直播，透过互联网，全球观众均可第一时间获悉香港电影金像奖的最新捷报。
香港和两岸的多个主流网络平台均会即时更新，以文字和图片方式直播香港电影金像奖的最新消息，其中，中国大陆的几大门户网站，如：搜狐、新浪、网易、腾讯等均获得香港电影金像奖协会授权作现场直播和采访。

## 爭議
第34届香港电影金像奖颁奖礼上首次使用了无人机摄影机位，但机位切换时效果不佳。
第34届香港电影金像奖主持之一的林家栋疑似在晚会暗讽独立电影《点对点》只在小型戏院播映，并以「张咩话」称呼演员张雪芹，事后被包括导演黄浩然在内的大众舆论认为「有欠基本尊重」。会后林家栋在接受采访时表示歉意，并说明当时的发言只是事先设计的一种鼓励新演员的方式，即通过表演的形式来说明，新演员只要好好表现，哪怕别人记不住名字，也会对他（她）留下印象。
第35届香港电影金像奖获得提名的影片之一《十年》因內容政治敏感的问题，被中國大陆宣传部门方面禁止提及全面封殺，而晚会的转播亦被取消或受到限制。

### 評審
雖然比起諸如法國戛納影展、德國柏林影展只有極少數幾個人組成的評審團評出獎項，香港電影金像獎的選民已經要多出很多倍，選民組成亦比上述影展要大很多倍，涵蓋了香港所有電影業界。但仍然曾被先後多次被指是「小圈子」選舉。1986年的第5屆香港電影金像獎的評選團主席李翰祥因其心目中的「最佳電影」在提名階段落選，認為對評選團成員不公平，其後籌委會臨時於此屆頒獎禮增設「評選團大獎」，將評選團認為有資格角逐「最佳電影」的三部電影一同進行評選，有電影工作者認為此舉是為了安撫評選團，顯示了評選團與影評人之間的評選取向存在分歧，導演黎大煒認為香港電影金像獎如果由政府推動舉辦，邀請各行各業人士參與評審工作，會比以私人公司名義舉辦更具代表性。1989年的第8屆香港電影金像獎，參與角逐「最佳女主角」的鄭裕玲同時兼任評審委員，存在角色衝突，被媒體批評為「處理未妥善」，鄭裕玲亦表示香港電影金像獎的評審制度存在不少漏洞，包括沒有明確訂立評分準則，評審委員往往從自己的主觀角度進行評分。
評論認為，香港電影金像獎的提名及評選過程均以小圈子選舉形式進行，只有台前幕後電影工作者、傳媒、公關及電影公司職員等電影業界人士能夠參與，而評選者有自己的一套評審準則，例如支持自己公司的製作或憑個人藝術觀感作為準則，投票取向與主流觀眾及影評人的判斷存在差異，導致觀眾對評選結果感到不滿。1997年的第16屆香港電影金像獎，各界對演員黎明獲得「最佳男主角獎」的呼聲頗高，惟最終卻未能獲獎，不少影評人對結果感到失望，有觀眾更為此而去信報館，表達對香港電影金像獎評審機制及評選準則的不滿，認為參與評審的電影人是以主觀角度作出評選，排斥與電影圈利益關係較少的演員。2018年的第37屆香港電影金像獎，運動員歐鎧淳獲提名「最佳新演員」引起了爭議，有影評人認為歐鎧淳在電影中只有數分鐘的戲份，對白亦不多，提名資格受到質疑，有觀眾則認為是不公平的小圈子選舉。
此外，不少演出表現備受肯定且曾經獲得其他電影頒獎禮獎項的演員，屢次獲提名角逐香港電影金像獎獎項而未能獲獎，演員吳鎮宇曾指出「香港的娛樂圈，講運氣、講人脈、講觀眾緣，但是就不講實力，實力是放在很後面的。」，且認為香港電影金像獎的投票評分機制含有「感情分」。從事導演和監製的杜琪峯認為香港電影金像獎是小圈子遊戲，不是所有電影工作者都能接受，並發表自己對於評審制度的看法，他表示：「我相信評審是看完所有的電影，做得出色演員沒有獎，做得普普通通就拿獎」，並曾先後多次拒絕出席頒獎禮及拒絕領獎，同時認為業界人士不應以香港電影金像獎來判斷成敗。
香港電影金像獎協會董事局董事文雋表示，專業評選不等於小圈子，認為全民投票反而會影響公信力。導演陳可辛曾於接受媒體訪問時表示，香港電影金像獎的投票過程是一個小圈子、小心態的展示過程，同時認為專業的電影人也是有個人情緒，獲獎的不一定是最好。評論認為，大型的電影公司在票選方面佔有優勢，可利用配票方式，讓心儀的目標演員入選甚至獲獎，另一方面，香港電影圈著重資歷和輩份，在電影業界結識的人多，與評審委員有較多利益關係的候選者，入圍或獲獎的機會就會較大，也有媒體報導認為，香港電影金像獎的評審機制存在漏洞，在「能否代表廣大觀眾的喜惡」、「平衡各方聲音」等議題上出現爭議。不過，任何電影頒獎典禮評選，都會出現爭議。很多頒獎典禮的評審人員只有幾個人，比香港電影金像獎要少得多，如果說香港電影金像獎是小圈子選舉。那麼只有幾個人的評審就選出的那些電影頒獎禮，不知又算是何種選舉了。